# Eigenschaftsdualismus
Eigenschaftsdualismus ist ein Oberbegriff für bestimmte Positionen der Philosophie des Geistes zur Leib-Seele-Problematik, deren zentrale These ist, dass eine Person nicht aus zwei Substanzen (Geist und Körper) zusammengesetzt ist, sondern dass es nur eine „Substanz“ (bzw. eine Person) gibt, die sowohl physische als auch mentale Eigenschaften hat. In Bezug auf die Substanz der Dinge ist der Eigenschaftsdualismus monistisch; er wird dennoch allgemein den dualistischen Theorien zugeordnet. Viele Autoren gehen davon aus, dass eine zukünftige, allgemein anerkannte Philosophie des Geistes auf einem Eigenschaftsdualismus beruhen wird.
Aktuelle Popularität hat der „Naturalistische Dualismus“ genannte Eigenschaftsdualismus von David Chalmers erlangt. Einige Autoren behandeln Chalmers Theorie als den (einzigen, eigentlichen) Eigenschaftsdualismus
und verwenden die Bezeichnung nicht für physikalistische Ansätze. Dies kann zu begrifflichen Verwirrungen führen.
Im klassischen Sinne werden alle philosophischen Theorien, die auf der Grundannahme zweier separater Eigenschaften der Materie beruhen, dem Eigenschaftsdualismus zugeordnet, auch wenn sie darüber hinaus nicht vereinbar sind. So sind etwa die (historischen) Extrempositionen Epiphänomenalismus und Animismus vollkommen gegensätzlich, da erstere den Geist als bloßes Nebenprodukt des Physischen sieht, die zweite hingegen physische Wirkungen allein der „Seelenwelt“ zuschreibt. Solche Extrempositionen werden heute nur noch von wenigen Autoren vertreten.
Eine zentrale Rolle bei den modernen Konzepten spielen die Begriffe Emergenz (Eigenschaften, die sich nicht aus den Einzelteilen ableiten lassen) und Supervenienz (Abhängigkeitsverhältnis zwischen Eigenschaften). Die gegenwärtigen eigenschaftsdualistischen Hypothesen lassen sich in der Regel entweder dem nicht-reduktiven Physikalismus oder einer Variante des Panpsychismus zuordnen.

## Problem „Mentale Verursachung“
Der Eigenschaftsdualismus ist ein interaktionistischer Ansatz, weil er davon ausgeht, dass das Physische das Mentale beeinflusst und dass das Mentale das Physische beeinflussen kann: Die Alltagserfahrung, das etwa Gedanken oder Gefühle körperliche Handlungen in Gang setzen können (sogenannte Mentale Verursachung), ist das entscheidende Problem an der Schnittstelle zwischen Naturwissenschaften und Philosophie des Geistes. Nach dem herrschenden Physikalismus widerspricht dies dem Prinzip von der Geschlossenheit der physikalischen Welt. Es besagt, dass nur Physikalisches anderes Physikalisches beeinflussen kann. Das Mentale dagegen findet ex definitione außerhalb der physikalischen Welt statt, es weist keinerlei physische Elemente oder Eigenschaften auf. Falls es aber keine physischen Bestandteile aufweist, kann es das Physische nach naturwissenschaftlicher Auffassung auch nicht beeinflussen (siehe dazu: Physikalismus (Ontologie) und Naturalismus (Philosophie)). Es gibt etliche Positionen in der Philosophie des Geistes, um dieses Problem zu lösen.

## Emergentismus / Nicht-reduktiver Physikalismus
Das im 19. Jahrhundert entstandene naturwissenschaftliche Paradigma des evolutionären Materialismus – der eine vollständige Beschreibbarkeit aller Phänomene im Universum in physikalisch-mathematischen Begriffen sowie eine Evolution zu immer größerer Komplexität voraussetzt – entwickelte sich im 20. Jahrhundert zum nicht-reduktiven Physikalismus, der anerkennt, dass sich manche neu entstandene Eigenschaften nicht auf die Eigenschaften der Einzelteile eines Systems reduzieren lassen, sondern emergent sind. In der Philosophie des Geistes werden die gegenwärtigen physikalistischen Positionen unter der Bezeichnung Moderner Emergentismus zusammengefasst. In Bezug auf den Eigenschaftsdualismus besteht ein einseitiges Abhängigkeitsverhältnis, das Geist nicht ohne Körper – aber Körper sehr wohl ohne Geist – angenommen wird.
Trotz – oder gerade wegen – ihrer Nichtreduzierbarkeit auf die Einzelteile sind emergente Eigenschaften von der Existenz und Unveränderlichkeit des Physischen abhängig. Demnach supervenieren mentale über physische Eigenschaften, das heißt, die psychischen Zustände sind zwingend mit entsprechenden physischen Zuständen verbunden, während es auch physische Zustände ohne psychische Zustände gibt. Die Ausprägung der Supervenienz bzw. des Abhängigkeitsverhältnisses kennzeichnet wiederum unterschiedliche emergentistische Modelle:
Im Epiphänomenalismus (begründet durch Thomas Henry Huxley) ist der Geist nur eine „Begleiterscheinung“ des Physischen, die umgekehrt keinerlei Einfluss auf den Körper nehmen kann. Da nach diesem Modell auch keine geistigen Zustände durch andere geistige Zustände erzeugt werden können, wird der Epiphänomenalismus heute kaum noch vertreten. Ein bekannter Fürsprecher war bis vor kurzem Frank Cameron Jackson.
Emergentistische Positionen genießen heute in der philosophischen Debatte eine Vorrangstellung. Da sie auf die Substanz bezogen monistisch sind, werden solche Vorstellungen auch von vielen Vertretern des Monismus geteilt, obwohl sie faktisch einen Eigenschaftsdualismus darstellen. Solchen monistisch oder auch reduktionistisch genannten Modelle ist meist ebenfalls die Annahme einer „starken“ Supervenienz von mentalen über physische Zustände gemeinsam. Wenn das Mentale nach dieser Annahme gänzlich auf das Physische zurückgeführt werden kann, ist es auch nicht mehr rätselhaft, dass sich das Mentale nicht ändern lässt, ohne dass man zugleich das Physische ändert.
Bedeutende Vertreter solcher Vorstellungen sind Hilary Putnam, Daniel Dennett, Frank Cameron Jackson, Donald Davidson (siehe auch Anommaler Monismus) und Jaegwon Kim.

## Panpsychismus
Aufgrund der weitreichenden Eigenschaften und Alleinstellungsmerkmale geistiger Vorgänge als „nicht teilbarer Strom von Eindrücken“ (siehe Qualia) und der Unmöglichkeit, diese Eindrücke quantitativ zu erfassen (Beispiel: Farbwahrnehmung: „Was ist rot?“), gibt es panpsychistische Gegenentwürfe, die dem Geistigen eine „unphysikalische“, eigene Existenz als „zweite Seite“ der Wirklichkeit zusprechen, die immer schon Teil der Welt war und die zusammen mit den materiellen Dingen von primitiven zu hochkomplexen Formen evolviert ist.
Der Panpsychismus ist per Definition eine eigenschaftsdualistische Position, da eine Substanz mit sowohl physischen als auch psychischen Eigenschaften angenommen wird. Einige Autoren lehnen diese Zuordnung jedoch ab, da der Panpsychismus eine metaphysische Erklärung beinhaltet und verorten den Eigenschaftsdualismus ausschließlich bei Vertretern physikalistischer Hypothesen.
Panpsychisten halten die Reduktion des Geistigen auf physische Ursachen sowie eine starke Emergenz (gänzlich unvorhersagbares Auftreten des Geistigen ab einer bestimmten Komplexitätshöhe von Nervennetzen) als Widerspruch zu den Naturgesetzen für unmöglich. Außerdem lässt sich keine Grenze finden, ab wann geistige Fähigkeiten (zu denen auch unbewusste, einfache Entscheidungen informationsverarbeitender, natürlicher Systeme gezählt werden) auftreten. Mentale Zustände sind immer auf reale Dinge bezogen oder haben einen Zweck oder eine Bedeutung (Intentionalität). Anhänger physikalistischer Theorien sehen darin eine einseitige Abhängigkeit vom Physischen, sodass sie das Geistige häufig als (untergeordnete) Funktion neuronaler Prozesse betrachten (siehe Funktionalismus). Nach panpsychistischer Auffassung ist das Physische jedoch umgekehrt ebenso auf das Psychische bezogen, sodass die Abhängigkeit gegenseitig ist und das Geistige eine gleichwertige Eigenschaft des Existenten ist. Damit wird gleichsam das Problem der mentalen Verursachung für gegenstandslos erklärt. Ganz im Gegenteil gehen viele Panpsychisten davon aus, dass nur die geistigen Eigenschaften die enorme Kohärenz (Verbundenheit) der Evolution des Universums erklären können.
Beispielhafte Vertreter des Panpsychismus sind etwa Gustav Theodor Fechner, Bernhard Rensch, Ervin László, Thomas Nagel und Patrick Spät.

### Chalmers „Naturalistischer Dualismus“
Wenn in der aktuellen philosophischen Debatte von Eigenschaftsdualismus die Rede ist, wird damit bisweilen nur der populäre Ansatz des australischen Philosophen David Chalmers in Verbindung gebracht. Chalmers benutzt diese Zuordnung auch, nennt seine Philosophie aber konkret Naturalistischer Dualismus. Er vergleicht das Universum mit einem gigantischen Computer in einer Welt aus „reiner Information“, und macht einen Unterschied zwischen Materie mit oder ohne psychische Eigenschaften, um eine Übereinstimmung mit physikalistischen Positionen zu begründen. Obwohl er in der Fachwelt immer mehr Befürworter findet, kann er – zumindest beim Problem der Mentalen Verursachung – physikalistisch orientierte Philosophen nicht gänzlich überzeugen. Sowohl nach eigener Aussage, als auch nach Einschätzung anderer Autoren handelt es sich bei Chalmers Theorie um eine Variante des Panpsychismus. Die „mentale Seite“ der Wirklichkeit bezeichnet er als „protophänomenale Eigenschaften“, die nach seiner Vorstellung als einzelne nicht selbst ein „Erleben“ verursachen, sondern erst im Verbund vieler solcher „mikrophänomenaler Subsysteme“.